# Slap (Vipava)
Slap falu Szlovéniában, a Goriška statisztikai régióban, Vipavától nyugatra, a Vipava-völgyben fekszik. Közigazgatásilag Vipavához tartozik.
Az 1991-es népszámlálási adatok alapján a falu lakossága 388 fő volt, amelyből 381 szlovén, 7 fő pedig ismeretlen nemzetiségű volt.
A falu templomát Máté apostol tiszteletére emelték és a Koperi egyházmegyéhez tartozik.

## Fordítás
- Ez a szócikk részben vagy egészben  a   Slap, Vipava című angol Wikipédia-szócikk ezen változatának fordításán alapul.  Az eredeti cikk szerkesztőit annak laptörténete sorolja fel. Ez a jelzés csupán a megfogalmazás eredetét és a szerzői jogokat jelzi, nem szolgál a cikkben szereplő információk forrásmegjelöléseként.